# Castelnau-sur-l’Auvignon
Castelnau-sur-l’Auvignon – miejscowość i gmina we Francji, w regionie Oksytania, w departamencie Gers.
Według danych na rok 1990 gminę zamieszkiwało 139 osób, a gęstość zaludnienia wynosiła 14 osób/km² (wśród 3020 gmin regionu Midi-Pireneje Castelnau-sur-l’Auvignon plasuje się na 924. miejscu pod względem liczby ludności, natomiast pod względem powierzchni na miejscu 1092.).